# Carol Lavell
Carol Lavell, née le 8 avril 1943 à Newport (Rhode Island) et morte le 27 mars 2023, est une cavalière de dressage américaine.

## Palmarès

### Jeux olympiques
- 1992 : médaille de bronze  par équipe (composée de Robert Dover, Charlotte Bredahl et Michael Poulin) aux Jeux olympiques de Barcelone en Espagne avec Gifted[3].

### Championnats du monde
- 1994 : médaille de bronze à La Haye.

### Jeux panaméricains
- 1987 : médaille d'argent par équipe aux Jeux panaméricains d'Indianapolis
- 2003 : médaille d'or par équipe aux Jeux panaméricains de Saint-Domingue